# Verein für Leibesübungen Bochum 1848 2022-2023
Questa voce raccoglie le informazioni riguardanti il Verein für Leibesübungen Bochum 1848  nelle competizioni ufficiali della stagione calcistica 2022-2023.

## Maglie e divise
| Casa | Trasferta | Terza Divisa |

## Rosa
In corsivo i calciatori ceduti durante la stagione.
| N. |                        | Ruolo | Calciatore                 |
| -- | ---------------------- | ----- | -------------------------- |
| 1  | Germania (bandiera)    | P     | Manuel Riemann             |
| 2  | Costa Rica (bandiera)  | D     | Cristian Gamboa            |
| 3  | Brasile (bandiera)     | D     | Danilo Soares              |
| 4  | Serbia (bandiera)      | D     | Erhan Mašović              |
| 5  | Polonia (bandiera)     | C     | Jacek Góralski             |
| 6  | Germania (bandiera)    | C     | Patrick Osterhage          |
| 7  | Austria (bandiera)     | C     | Kevin Stöger               |
| 8  | Francia (bandiera)     | C     | Anthony Losilla (capitano) |
| 9  | Germania (bandiera)    | A     | Simon Zoller               |
| 10 | Germania (bandiera)    | C     | Philipp Förster            |
| 11 | Giappone (bandiera)    | A     | Takuma Asano               |
| 14 | Germania (bandiera)    | D     | Tim Oermann                |
| 16 | Grecia (bandiera)      | D     | Kōstas Stafylidīs          |
| 17 | Filippine (bandiera)   | A     | Gerrit Holtmann            |
| 18 | Inghilterra (bandiera) | D     | Jordi Osei-Tutu            |

| N. |                           | Ruolo | Calciatore                |
| -- | ------------------------- | ----- | ------------------------- |
| 20 | Ucraina (bandiera)        | D     | Ivan Ordets               |
| 21 | Germania (bandiera)       | P     | Michael Esser             |
| 22 | Ghana (bandiera)          | C     | Christopher Antwi-Adjei   |
| 23 | Gambia (bandiera)         | D     | Saidy Janko               |
| 24 | Grecia (bandiera)         | D     | Vasilīs Lampropoulos      |
| 25 | Germania (bandiera)       | D     | Mohammed Tolba            |
| 26 | Svezia (bandiera)         | P     | Marko Johansson           |
| 28 | Camerun (bandiera)        | C     | Pierre Kunde              |
| 29 | Germania (bandiera)       | A     | Moritz Broschinski        |
| 30 | Germania (bandiera)       | D     | Dominique Heintz          |
| 31 | Germania (bandiera)       | D     | Keven Schlotterbeck       |
| 33 | Germania (bandiera)       | A     | Philipp Hofmann           |
| 34 | Germania (bandiera)       | P     | Paul Grave                |
| 35 | Rep. del Congo (bandiera) | A     | Silvère Ganvoula M'Boussy |
| 38 | Germania (bandiera)       | D     | Jannes Horn               |

## Calciomercato

### Sessione estiva
| Acquisti         | Acquisti                  | Acquisti        | Acquisti                |
| R.               | Nome                      | da              | Modalità                |
| ---------------- | ------------------------- | --------------- | ----------------------- |
| D                | Dominique Heintz          | Union Berlino   | prestito (600 mila €)   |
| C                | Philipp Förster           | Stoccarda       | definitivo (500 mila €) |
| D                | Saidy Janko               | Real Valladolid | prestito (300 mila €)   |
| D                | Kōstas Stafylidīs         | Hoffenheim      | definitivo (250 mila €) |
| A                | Lys Mousset               | Sheffield Utd   | gratuito                |
| A                | Philipp Hofmann           | Karlsruhe       | gratuito                |
| D                | Jannes Horn               | Colonia         | gratuito                |
| C                | Jacek Goralski            | Qairat          | gratuito                |
| C                | Kevin Stöger              | Magonza         | gratuito                |
| D                | Jordi Osei-Tutu           | Arsenal         | gratuito                |
| P                | Marko Johansson           | Amburgo         | prestito                |
| Altre operazioni |                           |                 |                         |
| R.               | Nome                      | da              | Modalità                |
| A                | Silvère Ganvoula M'Boussy | Cercle Bruges   | fine prestito           |

| Cessioni         | Cessioni            | Cessioni               | Cessioni                   |
| R.               | Nome                | da                     | Modalità                   |
| ---------------- | ------------------- | ---------------------- | -------------------------- |
| D                | Armel Bella-Kotchap | Southampton            | definitivo (11 milioni €)  |
| D                | Maxim Leitsch       | Magonza                | definitivo (3,5 milioni €) |
| A                | Sebastian Polter    | Schalke 04             | definitivo (1,5 milioni €) |
| C                | Miloš Pantović      | Union Berlino          | gratuito                   |
| A                | Jürgen Locadia      | Persepolis             | gratuito                   |
| A                | Danny Blum          | APOEL                  | gratuito                   |
| C                | Robert Tesche       | Osnabrück              | gratuito                   |
| D                | Saulo Decarli       | Eintracht Braunschweig | gratuito                   |
| C                | Tom Weilandt        | Greifswalder           | gratuito                   |
| D                | Moritz Römling      | Rot-Weiss Essen        | prestito                   |
| A                | Luis Hartwig        | St. Pölten             | prestito                   |
| D                | Herbert Bockhorn    |                        | svincolato                 |
| Altre operazioni |                     |                        |                            |
| R.               | Nome                | da                     | Modalità                   |
| D                | Kōstas Stafylidīs   | Hoffenheim             | fine prestito              |
| C                | Eduard Löwen        | Hertha Berlino         | fine prestito              |
| C                | Elvis Rexhbeçaj     | Wolfsburg              | fine prestito              |

### Sessione invernale
| Acquisti | Acquisti            | Acquisti             | Acquisti                |
| R.       | Nome                | da                   | Modalità                |
| -------- | ------------------- | -------------------- | ----------------------- |
| A        | Moritz Broschinski  | Borussia Dortmund II | definitivo (135 mila €) |
| D        | Keven Schlotterbeck | Friburgo             | prestito                |
| C        | Pierre Kunde        | Olympiacos           | prestito                |

| Cessioni | Cessioni     | Cessioni               | Cessioni               |
| R.       | Nome         | da                     | Modalità               |
| -------- | ------------ | ---------------------- | ---------------------- |
| A        | Tarsis Bonga | Eintracht Braunschweig | definitivo (50 mila €) |
| D        | Jannes Horn  | Norimberga             | prestito               |
| A        | Lys Mousset  | Nîmes                  | prestito               |
| D        | Tim Oermann  | Wolfsberger            | prestito               |

## Risultati

### Bundesliga

#### Girone di andata
| Arbitro: | Zwayer (Berlino) |

|            |           |                  |
| Stöger 39’ | Marcatori | 26’, 77’ Onisiwo |

| Arbitro: | Ittrich |

|                                      |           |                 |
| Baumgartner 14’ Kabak 23’ Dabbur 88’ | Marcatori | 10’, 13’ Zoller |

| Arbitro: | Daniel Siebert (Berlino) |

|  |           |                                                                                 |
|  | Marcatori | 4’ Sané 25’ De Ligt 33’ Coman 42’, 59’ (rig.) Mané 69’ (aut.) Gamboa 76’ Gnabry |

| Arbitro: | Fritz |

|           |           |  |
| Grifo 48’ | Marcatori |  |

| Arbitro: | Schröder (Hannover) |

|  |           |                            |
|  | Marcatori | 86’, 90+2’ (rig.) Füllkrug |

| Arbitro: | Zwayer |

|                                             |           |                |
| Drexler 38’ Mašović 73’ (aut.) Polter 90+6’ | Marcatori | 51’ P. Hofmann |

| Arbitro: | Dankert |

|                   |           |           |
| Schmitz 3’ (aut.) | Marcatori | 88’ Maina |

| Arbitro: | Badstübner |

|                                        |           |  |
| Werner 15’, 53’ Nkunku 23’ (rig.), 85’ | Marcatori |  |

| Arbitro: | Martin Petersen (Stoccarda) |

|                                              |           |  |
| Hofmann 71’ N'Dicka 87’ (aut.) Förster 90+1’ | Marcatori |  |

| Arbitro: | Dingert (Lebecksmühle) |

|                                    |           |            |
| Silas 3’, 64’ Ahamada 22’ Endō 71’ | Marcatori | 29’ Zoller |

| Arbitro: | Aytekin |

|                             |           |                |
| P. Hofmann 43’ Holtmann 71’ | Marcatori | 90+3’ Pantović |

| Arbitro: | Hartmann (Wangen im Allgäu) |

|                                      |           |  |
| F. Nmecha 27’, 58’ Baku 35’ Wind 80’ | Marcatori |  |

| Arbitro: | Tobias Stieler (Amburgo) |

|                                    |           |  |
| Moukoko 8’, 45+2’ Reyna 12’ (rig.) | Marcatori |  |

| Arbitro: | Schlager |

|                               |           |          |
| P. Hofmann 7’ Antwi-Adjei 12’ | Marcatori | 62’ Pléa |

| Arbitro: | Brych (Monaco di Baviera) |

|  |           |                 |
|  | Marcatori | 58’ Antwi-Adjei |

| Arbitro: | Petersen |

|                                          |           |            |
| P. Hofmann 22’, 56’ K. Schlotterbeck 44’ | Marcatori | 87’ Serdar |

| Arbitro: | Gerach (Landau) |

|                              |           |  |
| Tapsoba 8’ (rig.) Hložek 53’ | Marcatori |  |

#### Girone di ritorno
| Arbitro: | Ittrich (Amburgo) |

|                                         |           |                       |
| Lee 1’ Widmer 17’ Onisiwo 28’, 57’, 87’ | Marcatori | 70’ Kunde 72’ Mašović |

| Arbitro: | Dankert |

|                                                                  |           |                            |
| P. Hofmann 22’ Förster 30’ Asano 40’ Mašović 69’ Broschinski 83’ | Marcatori | 49’ Baumgartner 77’ Dabbur |

| Arbitro: | Matthias Jöllenbeck (Friburgo) |

|                                        |           |  |
| Müller 41’ Coman 64’ Gnabry 74’ (rig.) | Marcatori |  |

| Arbitro: | Zwayer |

|  |           |                           |
|  | Marcatori | 39’ Gregoritsch 51’ Höler |

| Arbitro: | Badstübner (Norimberga) |

|                                      |           |  |
| Füllkrug 29’ Schmidt 43’ Ducksch 59’ | Marcatori |  |

| Arbitro: | Brych |

|  |           |                               |
|  | Marcatori | 45’ (aut.) Riemann 79’ Bülter |

| Arbitro: | Welz |

|  |           |                              |
|  | Marcatori | 9’ (rig.) Stöger 76’ Mašović |

| Arbitro: | Stegemann |

|             |           |  |
| Mašović 48’ | Marcatori |  |

| Arbitro: | Harm Osmers (Hannover) |

|                       |           |           |
| Kolo Muani 22’ (rig.) | Marcatori | 13’ Asano |

| Arbitro: | Willenborg (Osnabrück) |

|                               |           |                                   |
| Stöger 58’ (rig.) Hofmann 85’ | Marcatori | 14’ Ito 60’ Guirassy 63’ Vagnoman |

| Arbitro: | Stieler |

|                 |           |                   |
| Juranović 45+2’ | Marcatori | 55’ (rig.) Stöger |

| Arbitro: | Brych (Monaco di Baviera) |

|                 |           |                                                           |
| Broschinski 69’ | Marcatori | 10’, 56’ Svanberg 21’ Kamiński 33’ Wimmer 77’ Waldschmidt |

| Arbitro: | Sascha Stegemann (Niederkassel) |

|            |           |            |
| Losilla 5’ | Marcatori | 7’ Adeyemi |

| Arbitro: | Schröder |

|                             |           |  |
| J. Hofmann 35’ Stindl 90+1’ | Marcatori |  |

| Arbitro: | Ittrich |

|                                                  |           |                         |
| Antwi-Adjei 2’ Gouweleeuw 59’ (aut.) Losilla 62’ | Marcatori | 29’ A. Maier 85’ Yeboah |

| Arbitro: | Brych |

|             |           |                        |
| Tousart 63’ | Marcatori | 90+4’ K. Schlotterbeck |

| Arbitro: | Welz (Wiesbaden) |

|                                  |           |  |
| Förster 19’ Asano 34’ Stöger 86’ | Marcatori |  |

### DFB-Pokal
| Arbitro: | Alt |

|  |           |                                     |
|  | Marcatori | 18’ Zoller 22’ Asano 65’ P. Hofmann |

| Arbitro: | Waschitzki-Günther |

|  |           |             |
|  | Marcatori | 85’ Losilla |

| Arbitro: | Tobias Stieler (Obertshausen) |

|                   |           |                    |
| Stöger 64’ (rig.) | Marcatori | 45+1’ Can 70’ Reus |

## Statistiche

### Statistiche di squadra
| Competizione      | Punti | In casa | In casa | In casa | In casa | In casa | In casa | In trasferta | In trasferta | In trasferta | In trasferta | In trasferta | In trasferta | Totale | Totale | Totale | Totale | Totale | Totale | DR  |
| Competizione      | Punti | G       | V       | N       | P       | Gf      | Gs      | G            | V            | N            | P            | Gf           | Gs           | G      | V      | N      | P      | Gf     | Gs     | DR  |
| ----------------- | ----- | ------- | ------- | ------- | ------- | ------- | ------- | ------------ | ------------ | ------------ | ------------ | ------------ | ------------ | ------ | ------ | ------ | ------ | ------ | ------ | --- |
| Bundesliga        | 35    | 17      | 8       | 2       | 7       | 28      | 32      | 17           | 2            | 3            | 12           | 12           | 40           | 34     | 10     | 5      | 19     | 40     | 72     | -32 |
| Coppa di Germania | -     | 1       | 0       | 0       | 1       | 1       | 2       | 2            | 2            | 0            | 0            | 4            | 0            | 3      | 2      | 0      | 1      | 5      | 2      | +3  |
| Totale            | -     | 18      | 8       | 2       | 8       | 29      | 34      | 19           | 4            | 3            | 12           | 16           | 40           | 37     | 12     | 5      | 20     | 45     | 74     | -29 |

### Andamento in campionato
| Giornata  | 1  | 2  | 3  | 4  | 5  | 6  | 7  | 8  | 9  | 10 | 11 | 12 | 13 | 14 | 15 | 16 | 17 | 18 | 19 | 20 | 21 | 22 | 23 | 24 | 25 | 26 | 27 | 28 | 29 | 30 | 31 | 32 | 33 | 34 |
| --------- | -- | -- | -- | -- | -- | -- | -- | -- | -- | -- | -- | -- | -- | -- | -- | -- | -- | -- | -- | -- | -- | -- | -- | -- | -- | -- | -- | -- | -- | -- | -- | -- | -- | -- |
| Luogo     | C  | T  | C  | T  | C  | T  | C  | T  | C  | T  | C  | T  | T  | C  | T  | C  | T  | T  | C  | T  | C  | T  | C  | T  | C  | T  | C  | T  | C  | C  | T  | C  | T  | C  |
| Risultato | P  | P  | P  | P  | P  | P  | N  | P  | V  | P  | V  | P  | P  | V  | V  | V  | P  | P  | V  | P  | P  | P  | P  | V  | V  | N  | P  | N  | P  | N  | P  | V  | N  | V  |
| Posizione | 12 | 17 | 18 | 18 | 18 | 18 | 18 | 18 | 18 | 18 | 17 | 17 | 17 | 17 | 17 | 14 | 16 | 16 | 15 | 15 | 16 | 17 | 18 | 14 | 14 | 14 | 15 | 15 | 15 | 16 | 17 | 15 | 16 | 14 |

Fonte:  Bundesliga - Tabelle, su bundesliga.com.
Legenda:

Luogo: C = Casa; T = Trasferta. Risultato: V = Vittoria; N = Pareggio; P = Sconfitta.